# 4661 Yebes
4661 Yebes је астероид главног астероидног појаса чија средња удаљеност од Сунца износи 2,434 астрономских јединица (АЈ).
Апсолутна магнитуда астероида је 13,0.